# Barca (fiume)

Il ponte sul Barca ultimato dall'AASS sul tracciato della strada statale italiana dell'AOI n. 5 (Asmara-Sabderat)

Il fiume Barca (in arabo نهر بركة‎? nahr Baraka) è un fiume dell'Eritrea che scorre dagli altopiani eritrei fino alle pianure del Sudan. Con una lunghezza di oltre 640 km, il Barca nasce vicino ad Asmara e scorre in direzione Nord-Ovest bagnando Agordat. Si unisce al fiume Anseba vicino al confine con il Sudan.
Nel Sudan il fiume scorre con andamento stagionale fino al delta sul Mar Rosso, vicino alla città di Tokar.